# Pradolina Toruńsko-Eberswaldzka
Pradolina Toruńsko-Eberswaldzka (315.3, niem. Thorn-Eberswalder Urstromtal) – makroregion geograficzny w środkowej i zachodniej Polsce oraz we wschodnich Niemczech, część podprowincji Pojezierza Południowobałtyckie. Ciągnie się równoleżnikowo pomiędzy Pojezierzem Południowopomorskim i Chełmińsko-Dobrzyńskim na północy, a Pojezierzem Lubuskim i Wielkopolskim na południu. Powierzchnia (w granicach Polski) – 7.169 km². Powstanie Pradoliny Toruńsko-Eberswaldzkiej związane jest z odpływem wód na południe od krawędzi lądolodu w czasie fazy pomorskiej zlodowacenia północnopolskiego.
Podział na mezoregiony:
- Kotlina Freienwaldzka
- Kotlina Gorzowska
- Dolina Środkowej Noteci
- Kotlina Toruńska
- Kotlina Płocka[1]